# 1816
| 1816                                |
| ----------------------------------- |
| Dødsfald - Fødsler                  |
| • Begivenheder • Litteratur • Musik |

| Gregoriansk kalender | 1816 MDCCCXVI           |
| Ab urbe condita      | 2569                    |
| Armensk kalender     | 1265 ԹՎ ՌՄԿԵ            |
| Kinesiske kalender   | 4512 – 4513 乙亥 – 丙子 |
| Etiopisk kalender    | 1808 – 1809             |
| Jødisk kalender      | 5576 – 5577             |
| Hindukalendere       |                         |
| - Vikram Samvat      | 1871 – 1872             |
| - Shaka Samvat       | 1738 – 1739             |
| - Kali Yuga          | 4917 – 4918             |
| Iransk kalender      | 1194 – 1195             |
| Islamisk kalender    | 1231 – 1232             |

Året 1816 startede på en mandag, og er også kendt som Året uden sommer.
Konge i Danmark: Frederik 6. 1808-1839
Se også 1816 (tal)

## Begivenheder
- 6. marts - jøderne forvises fra fristaden Lübeck
- 9. juli - det spanske vicekongedømme i den sydlige del af Sydamerika erklærer sig uafhængigt, først som "De Forenede Stater ved La Plata", senere som Argentina. Samtidig etableres Paraguay og Uruguay som selvstændige stater
- 11. december – Indiana bliver optaget som USA's 19. stat.
- 11. december – Christian Jürgensen Thomsen udnævnes til sekretær i Oldsagskommissionen. Thomsen er manden bag inddelingen af oldtiden i stenalder, bronzealder og jernalder.

## Født
- 7. august – Carl Brosbøll (pseudonym Carit Etlar), dansk forfatter (død 1900).

## Dødsfald
- 26. januar – Johan Henrik Tauber, dansk skolemand og teolog (født 1743).
- 30. oktober - Frederik 1. af Kongeriget Württemberg (født 1754)